# 小行星9129
小行星9129（英語：9129）是一颗围绕太阳公转的小行星。1998年4月21日，林肯近地小行星研究小组在索科罗发现了此天体。
这颗小行星的绝对星等为157.2422619055724等。